# Dipolies
Les Dipolies o Dipòlies (en grec antic: Δῑπόλεια ο Δῑπόλια) eren unes festes que se celebraven cada any a l'acròpoli d'Atenes en honor de Zeus Polieu (Πολιεύς), el protector de la ciutat, en el seu Santuari.
S'oferien les primícies, i dins de les activitats del festival se sacrificava un bou, d'aquí que la festa rebés també el nom genèric de Bufònia. La data de celebració era el 14 d'Esciroforió, i no era, com alguns han cregut, la mateixa festa que les Diàsies, que se celebraven a la segona meitat del mes d'Antesterió.